# Тревехо, Иван
Иван Тревехо  (исп. Iván Trevejo; род. 1 сентября 1971, Гавана) — кубинский и французский фехтовальщик-шпажист, призёр Олимпийских игр, чемпион мира и Европейских игр.

## Карьера
Первым успехом в карьере кубинского фехтовальщика стала серебряная медаль, завоёванная в личном первенстве шпажистов на Олимпиаде 1996 года. При этом в финальном бою с российским фехтовальщиком Александром Бекетовым Тревехо был близок в золотой медали, но при счёте 14-14 россиянин оказался сильнее и смог нанести кубинцу решающий укол.
В 1997 году Иван Тревехо вместе с товарищами по сборной стал чемпионом мира на первенстве, которое прошло в Кейптауне. Два года спустя кубинские шпажисты стали третьими, завоевав бронзовую награду.
На Олимпиаде 2000 года в Сиднее Иван не смог завоевать личную медаль, проиграв в четвертьфинальном поединке Павлу Колобкову с разницей в один укол (15-14). Зато в командном первенстве кубинцы стали третьими, проиграв в полуфинале французам, но одолев в матче за бронзу корейцев.
После чемпионата мира 2002 года в Лиссабоне, где Тревехо стал только 42-м он принял решение не возвращаться на Кубу, а переехать во Францию. Там он женился на француженке, у пары родилась дочь, а в 2010 году Тревехо получил французское гражданство. Несмотря на почти десятилетний простой Иван  показал несколько неплохих результатов и даже завоевал в составе сборной франции бронзовую медаль мирового первенства 2013 года в Будапеште. В 2015 году 43-летний Иван выиграл два золота на первых Европейских играх в Баку — как в командном, так и в личном первенстве.